# Abdelhamid Sharaf

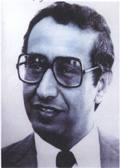
Abdelhamid Sharaf, 1960

Sharif Abdelhamid Sharaf (Alternativname: Sharif ʿAbd al-Hamid Sharaf; arabisch عبد الحميد شرف; * 8. Juli 1939 in Bagdad, Irak; † 3. Juli 1980 in Amman, Jordanien) war ein jordanischer Politiker, der unter anderem zwischen 1979 und 1980 Ministerpräsident von Jordanien war.

## Leben
Sharaf war der Sohn von Sharif Sharaf ibn Rajih Al Fawwaz, der vom 1. April bis zum 1. Juni 1941 Regent für den damals minderjährigen König des Irak Faisal II. war. Er wuchs mit seinem Vater im Exil im Iran und später bis 1944 in Südrhodesien sowie zuletzt in Jordanien auf. Er begann 1959 ein Studium der Fächer Philosophie und Völkerrecht an der Amerikanischen Universität Beirut (AUB), das er 1962 mit einem Master of Arts (M.A.) abschloss. Anschließend war er Leiter der Abteilung für internationale Organisationen im Ministerium für auswärtige Angelegenheiten und Generaldirektor von Radio Jordan sowie zuletzt Assistent des Chefs des königlichen Hofes.
1965 über Sharaf im zweiten Kabinett von Ministerpräsident Wasfi al-Tal das Amt des Informationsministers und hatte dieses bis 1967 inne. Danach wurde er 1967 Botschafter in den USA und verblieb auf diesem Posten bis 1972. Zugleich war er zwischen 1969 und 1972 in Personalunion auch als Botschafter in Kanada akkreditiert. Im Anschluss fungierte er von 1972 bis 1976 als Ständiger Vertreter Jordaniens bei den Vereinten Nationen in New York City. Nach seiner Rückkehr wurde er 1976 selbst Chef des königlichen Hofes und bekleidete dieses Amt als einer der engsten Berater von König Hussein I. bis 1979.
Am 19. Dezember 1979 wurde Sharaf als Nachfolger von Mudar Badran schließlich selbst Ministerpräsident und übte das Amt bis zu seinem unerwarteten Tod durch einen Herzinfarkt am 3. Juli 1980 aus, woraufhin Kassim al-Rimawi sein Nachfolger wurde. In seinem Kabinett bekleidete er von Dezember 1979 bis Juli 1980 auch das Amt des Verteidigungsministers und des Außenministers.

## Weblink
- Eintrag in rulers.org